# Клименко, Вячеслав Петрович
Вячеслав Петрович Клименко (29 июня 1960) — советский борец греко-римского стиля, призёр чемпионата Европы, обладатель Кубка мира в команде. Мастер спорта СССР международного класса.

## Спортивная карьера
В августе 1980 года в турецкой Бурсе стал серебряным призёром юниорского чемпионата Европы. В июле 1983 года в Москве на чемпионате СССР в финале уступил Николаю Балбошину, став серебряным призёром. В феврале 1984 года завоевал бронзовую медаль чемпионата СССР в Минске. В июне 1985 года в Красноярске завоевал серебряную медаль чемпионата страны, в финале проиграл Анатолию Федоренко. В ноябре 1985 года на Кубке мира в шведском Лунде в команде стал победителем, а в индивидуальном зачёте вторым. В 1986 году в Ростове-на-Дону вновь проиграл в финале чемпионата СССР Анатолию Федоренко. В январе 1989 года в Минске в финале чемпионата СССР проиграл Гураму Гедехаури. В 1989 году на последнем перед чемпионатом Европы сборе в Алуште Ибрагим Шовхалов в контрольной схватке победил Вячеслава Клименко со счётом 6:0, однако именно Клименко поехал в том году на европейский чемпионат в финский Оулу, где стал бронзовым призёром. В ноябре 1989 года на Кубке мира в норвежском Фредрикстаде в команде стал победителем, а в индивидуальном зачёте вторым.

## Спортивные результаты
- Чемпионат Европы по борьбе среди юниоров 1980 — ;
- Чемпионат СССР по классической борьбе 1983 — ;
- Чемпионат СССР по классической борьбе 1984 — ;
- Чемпионат СССР по классической борьбе 1985 — ;
- Кубок мира по борьбе 1985 — ;
- Кубок мира по борьбе 1985 (команда) — ;
- Чемпионат СССР по классической борьбе 1986 — ;
- Чемпионат СССР по классической борьбе 1989 — ;
- Чемпионат Европы по борьбе 1989 — ;
- Кубок мира по борьбе 1989 — ;
- Кубок мира по борьбе 1989 (команда) — ;